# Joko Widodo
Joko Widodo (Suracarta, 21 de junho de 1961) é um político indonésio que serviu como presidente do seu país de 2014 a 2024. Ele já havia sido governador de Jacarta e prefeito de Suracarta.
Ele alcançou destaque nacional em 2009 por seu trabalho como prefeito de Suracarta. Um membro do Partido Democrático de Luta da Indonésia (PDI-P), ele foi eleito governador de Jacarta, derrotando o incumbente Fauzi Bowo, assumindo o cargo em outubro de 2012. Widodo é creditado por "revigorar" a política local, introduzindo visitas "blusukan" divulgadas (verificações pontuais não anunciadas) e melhorou a burocracia da cidade, reduzindo a corrupção no processo. Ele também introduziu programas com anos de atraso para melhorar a qualidade de vida, incluindo saúde universal, dragagem do principal rio da cidade para reduzir inundações e inauguração da construção do sistema de metrô da cidade. Em 2014, o PDI-P nomeou Widodo, que já era visto como uma estrela em ascensão na política indonésia, como seu candidato para a eleição presidencial daquele ano. Eleito por ampla maioria no voto popular, ele foi apontado como presidente-eleito em 22 de julho de 2014, mesmo sob protestos do seu oponente, Prabowo Subianto, que contestou o resultado e desistiu da corrida antes que a contagem fosse concluída.
Como presidente, Widodo concentrou-se principalmente em infraestrutura, introduzindo ou reiniciando programas há muito atrasados para melhorar a conectividade no arquipélago indonésio. A economia do país continuou crescendo no seu governo, ainda que em menor nível quando comparado as décadas anteriores. Também afirmou tomar medidas para enfrentar o aquecimento global e reduzir drasticamente a desflorestação da nação. Na política externa, seu governo enfatizou "proteger a soberania da Indonésia", que incluia o afundamento de embarcações estrangeiras envolvidas com pesca ilegal e a priorização e agendamento de pena de morte para traficantes de drogas. Este último ocorreu apesar das intensas representações e protestos diplomáticos de potências estrangeiras, incluindo Austrália e França. Foi reeleito em 2019 para um segundo mandato de cinco anos, novamente derrotando Prabowo Subianto.
Perto do final de seu segundo mandato presidencial, no entanto, seu relacionamento com o PDI-P deteriorou-se porque ele apoiou Prabowo para sua campanha presidencial de 2024, em vez de apoiar o candidato presidencial de seu próprio partido, Ganjar Pranowo; o filho mais velho de Jokowi, Gibran Rakabuming Raka, chegou até a se candidatar como vice-presidente de Prabowo. Em 22 de abril de 2024, após a rejeição do Tribunal Constitucional sobre todas as alegações e disputas relacionadas à eleição presidencial de 2024, o Conselho de Honra do PDI-P declarou que tanto Jokowi quanto Gibran não seriam mais membros do PDI-P, confirmando assim sua separação do partido. Apesar disso, na sua rescisão, Jokowi e Gibran ainda podem manter seus cartões de membro, pois o PDI-P ainda os honrava como presidente em exercício/saindo e vice-presidente eleito, respectivamente. No entanto, seus cartões agora não lhes concedem mais nenhum direito dentro do partido. A expulsão completa foi declarada concluída em 4 de dezembro de 2024.